# Scaptomyza flava
Scaptomyza flava – gatunek muchówki z rodziny wywilżnowatych i podrodziny Drosophilinae.
Gatunek ten opisany został w 1823 roku przez Carla Fredrika Falléna jako Drosophila flava.
Muchówka o ciele długości od 2 do 2,5 mm, ubarwionym żółto. Na głowie para szczecinek orbitalnych skierowanych w tył jest znacznie cieńsza niż ich para skierowana w przód. Czułki mają aristę z wierzchołkowym rozwidleniem i jednym promieniem na spodniej stronie. Chetotaksję tułowia cechują cztery przedszwowe rzędy szczecinek środkowych grzbietu w przedniej części śródplecza, dwie pary mniej więcej jednakowo długich szczecinek barkowych oraz spośród trzech górnych par szczecinek sternopleuralnych środkowa najkrótsza, a tylna najdłuższa. Użyłkowanie skrzydeł odznacza się żyłką subkostalną bez sierpowatego zakrzywienia za żyłką barkową oraz tylną komórką bazalną zlaną z komórką dyskoidalną. Tylna para odnóży pozbawiona jest silnych szczecinek kolcowatych na krętarzach. Odwłok wyposażony jest w duże przysadki odwłokowe.
Larwy minują liście roślin z rodziny kapustowatych.
Owad znany z prawie wszystkich krajów Europy, w tym z Polski, a ponadto z Makaronezji, Bliskiego Wschodu, wschodniej Palearktyki i nearktycznej Ameryki Północnej.